# Ivona Butcher
Ivona Butcher (rozená Hrušová, * 27. listopadu 1985 Pardubice) je česká podnikatelka a bývalá viceprezidentka investičního fondu Magnitude Capital na Wall Street v New Yorku. Od roku 2017 působí v roli jednatelky české společnosti Continuum Search Fund s.r.o., jejímž cílem je investovat a následně rozvíjet firmu, kde majitelé nemají svého nástupce a firmu nemají komu dál předat.

## Vzdělání
Na Univerzitě Karlově získala magisterský titul ve financích a paralelně na Varšavské univerzitě v ekonomii. Studium na Univerzitě Karlově zakončila malým doktorátem v roce 2011. V témže roce odcestovala do Spojených států amerických, kde vystudovala program MBA na Kellogg School of Management na Northwestern University.

## Profesní kariéra
Již v průběhu studia na vysoké škole působila Ivona Butcher jako analytička finančních trhů pro společnost Next Finance, kde mediálně komentovala dění na finančních trzích v letech 2008 až 2011. V té době byla rovněž členem pracovní podskupiny Národní ekonomické rady vlády (NERV) zaměřené na konkurenceschopnost české ekonomiky.
V USA pracovala čtyři roky v investiční společnosti Magnitude Capital v New Yorku, kde se zabývala výzkumem investičních strategií a vytváření nových produktů. Po povýšení na pozici viceprezidentky byla zodpovědná za produktový management.

## Podnikatelská kariéra
Při studiu v USA založila společnost The Czech Sport Horse, která se věnuje importu českých a slovenských koní do Spojených států.
S manželem Corbinem následně založila společnost Continuum Search Fund s.r.o., jejímž cílem je koupit jednu českou nebo slovenskou ziskovou firmu, kde majitelé nemají svého nástupce a nemají firmu komu předat, a kterou bude Ivona s manželem dále rozvíjet. Tento koncept tzv. search fondů vznikl na Stanfordově univerzitě v roce 1984.
Společnost Continuum Search Fund s.r.o. disponuje podle časopisu Forbes investičním kapitálem kolem 500 miliónů korun.

## Osobní život
Ve volném čase se Ivona věnuje parkurovému skákání, potápění a lyžování. Dokončila několik sprintových triatlonů, půlmaratonů a v roce 2016 New York City Marathon. V současné době žije s rodinou v České republice.